# Deuri
Deuri (en népalais : देउरी) est un comité de développement villageois du Népal situé dans le district de Saptari. Au recensement de 2011, il comptait 4 738 habitants.